# Пьотър Филатов
Пьотър Миха̀йлович Фила̀тов (на руски: Пётр Миха̀йлович Фила̀тов) e руски офицер и съветски военачалник, генерал-лейтенант, участник в Първата и Втората световна война.

## Биография
Пьотр Михайлович е роден на 18 август 1893 г., в Ржев, Тверска губерния.
В руската армия е от 1914 г. През Първата световна война изминава пътя от редник до командир на рота. През 1917 г. завършва Душетското училище за прапоршчици.
В РККА е от 1918 г. и участва в Гражданската война. Завършва висши военно-академични курсове на Червената армия (1922) и курсове за усъвършенстване на висшия команден състав (1928). В междувоенния период последователно заема длъжностите: командир на 26-а стрелкова дивизия, от 1927 г. – началник на Владивостокското пехотно училище, от 1936 г. – командир на 27-а стрелкова дивизия, от 1937 г. – командир на 15-и стрелкови корпус. През май 1941 г. е назначен за командващ 13-а армия от Западния особен военен окръг.
През Великата отечествена война 13-а армия на генерал-лейтенант Филатов води тежки отбранителни боеве на минското направление. След обкръжаването на Минск той успява да съхрани боеспособността на армията и да изведе по-голямата част от нея на нова отбранителна линия Борисов – Смолевичи – река Птич. На 8 юли в района на Могильов, по време на нападение на германската авиация, Филатов е тежко ранен и евакуиран в московска болница.
Пьотър Михайлович Филатов умира от получените рани на 17 юли 1941 г. в Москва и е погребан в Новодевичето гробище.

## Награди
- 2 ордена „Червено знаме“
- орден „Червена звезда“
- орден „Отечествена война“ – I степен (посмъртно)